# Khairuzzaman
Khairuzzaman est un officier à la retraite de l'armée bangladaise et ancien diplomate, qui a été ambassadeur du Bangladesh en Malaisie.

## Carrière
Il a servi dans l'armée bangladaise, prenant sa retraite avec le grade de major. Il a été placé dans le service extérieur après l'assassinat de Sheikh Mujib. Il a été ambassadeur du Bangladesh aux Philippines en 1996 lorsqu'il a été rappelé par le gouvernement de la Ligue Awami du Bangladesh et a été accusé dans l'affaire du meurtre de Syed Nazrul Islam, Tajuddin Ahmad, Muhammad Mansur Ali et Abul Hasnat Muhammad Qamaruzzaman, quatre dirigeants de la Ligue Awami, assassinés en prison lors de ce qui sera appelé plus tard le Jail Killing Day, en 1975. Il a été arrêté à son retour au Bangladesh,.
En 2001, il a été emprisonné pour avoir participé à l'assassinat du cheikh Mujibur Rahman, le premier président du Bangladesh. Il a été libéré lorsque le Parti nationaliste bangladais et le parti islamiste bangladais Jamaat-e-Islami sont arrivés au pouvoir. Il a obtenu le rang de secrétaire d'État adjoint au ministère des Affaires étrangères, puis a été nommé ambassadeur en Malaisie. En 2004, il a été acquitté dans l'affaire du meurtre en prison par un tribunal inférieur du Bangladesh,.
Lorsque la Ligue Awami du Bangladesh est arrivée au pouvoir en 2009, elle l'a rappelé. Mais il ne s'est pas conformé à l'ordonnance et a plutôt demandé un congé de maladie jusqu'au 3 juillet 2009, le jour de son congé préparatoire à la retraite, mais le ministère a rejeté sa demande de congé de maladie. Par la suite, le Gouvernement a annulé son passeport diplomatique et a nommé AKM Atiqur Rahman Haut Commissaire du Bangladesh en Malaisie à sa place. Bien que le Major Khairuzzaman ait remis la charge à son successeur, il n'est pas revenu et est resté un fugitif. Depuis, il a refusé de retourner au Bangladesh et a demandé à rester en Malaisie dans le cadre du programme « Malaysia My Second Home » (Malaisie ma deuxième maison).